# Slag bij Almansa
De Slag bij Almansa (25 april 1707) is een wapenfeit uit de Spaanse Successieoorlog dat plaatsvond in Almansa (Albacete) en waarin de Frans-Spaanse troepen van Filips V onder bevel van James FitzJames, hertog van Berwick en natuurlijke zoon van Jacobus II van Engeland, de troepen van de rivaliserende aartshertog Karel van Oostenrijk versloegen. Deze stonden onder bevel van de graaf van Galway (de hugenootse Franse markies de Ruvigny). Aan de Slag bij Almansa nam aan de geallieerde Engels-Oostenrijkse-Portugees-Nederlandse kant Nederlandse infanterie deel. Het Regiment van Lislemarais stond onder leiding van luitenant-generaal van Friesheim, die op 25 april gewond raakte. Vele Nederlanders sneuvelden. Ten gevolge van deze strijd werd het gebied van het vroegere koninkrijk Valencia bezet door de troepen van Bourbon en verloor dit de rechten die het tot dan toe had gehad. Bovendien slaagde het Frans-Spaanse leger erin daarna Spanje weer voor het grootste deel onder gezag van Filips V te brengen.
In de huidige regio Valencia bestaat nog altijd het gezegde: Quan el mal ve d'Almansa, a tots alcança (Wanneer het slechte uit Almansa komt, dan bereikt het iedereen), of De ponent, ni vent ni gent (Uit het westen, geen wind en geen volk), verwijzend naar deze nederlaag.